# Дідух Леонід Дмитрович
Леонід Дмитрович Дідух (9 лютого 1940, с. Ярунь, Україна — 7 листопада 2019, Тернопіль) — український учений у галузі фізики твердого тіла, доктор фізико-математичних наук (1994), професор кафедри фізики Тернопільського національного технічного університету імені Івана Пулюя (1996)

## Життєпис
Леонід Дмитрович Дідух народився 9 лютого 1940 року в селі Ярунь Житомирської області, Україна.
У 1957—1962 рр. навчався на фізичному факультеті Львівського державного університету ім. Івана Франка; у 1962—1965 рр. — ⁣Львівського державного університету ім. Івана Франка (кафедра теорії твердого тіла).

## Наукова діяльність
З 1966 до 1970 рр. працював старшим викладачем кафедри фізики Тернопільського філіалу Львівського політехнічного інституту, з 1970 до 1975 рр. та з 1984 до 1995 рр. — доцентом кафедри фізики. З 1975 до 1984 рр. — завідувач кафедри фізики. З 1995 до 1997 рр. — професор кафедри фізики Тернопільського приладобудівного інституту. З 1997 до 2010 рр. — завідувач кафедри фізики Тернопільського державного технічного університету імені Івана Пулюя, з 2010 р. — професор кафедри фізики Тернопільського національного технічного університету імені Івана Пулюя. Двічі обирався деканом механічного факультету (1975—1983 рр.)
Кандидатську дисертацію «До теорії феро- та антиферомагнетизму в моделі нелокалізованих електронів» захистив 1969 року. Докторську дисертацію — «Ефекти міжелектронних взаємодій в кристалах з вузькими енергетичними зонами» — 1994 року. Звання професора отримав 1996 року.
Член спеціалізованих вчених Рад при Львівському національному університеті імені Івана Франка та Тернопільському національному університеті імені Івана Пулюя. Член редакцій наукових журналів — «Журнал фізичних досліджень» («Journal of Physical Studies») та «Вісник Тернопільського національного технічного університету».

### Наукові інтереси
Наукова діяльність Дідуха Л. Д. присвячена переважно дослідженню загальних проблем теорії твердого тіла та фізичних властивостей матеріалів з вузькими енергетичними зонами — класу матеріалів з унікальними фізичними властивостями. Обґрунтував принципову необхідність узагальнення моделі Габбарда для опису названих матеріалів. Запропонував і розвинув модифіковану форму полярної моделі, модель вузькозонного матеріалу з електронно-дірковою асиметрією, які виявилися плідними для з'ясування природи особливостей фізичних властивостей сполук на основі перехідних металів. Розвинув ефективну теорію збурень для кристалів із вузькими енергетичними зонами. Уперше запропонував t-J-модель, періодичну модель Андерсона та її представлення у формі ефективного гамільтоніана. Уперше разом із І. В. Стасюком запропонував широко використовуваний тепер метод переходу від електронних форм модельних вузькозонних гамільтоніанів до їхніх «конфігураційних» представлень. Довів еквівалентність конфігураційних представлень Габбарда та Шубіна-Вонсовського. Розвинув нові підходи до розрахунку енергетичного спектра електронів у вузьких енергетичних зонах і використав їх до пояснення електричних і магнітних властивостей вузькозонних матеріалів. Запропонував гомеополярний механізм високотемпературної надпровідності. Довів принципову можливість існування специфічних фізичних ефектів у матеріалах з вузькими енергетичними зонами, зокрема існування аналогів ефектів Зеєбека і Пельтьє в однорідних вузькозонних матеріалах, підданих дії зовнішніх впливів (електричні і магнітні поля, освітлення, температурний вплив, дія зовнішнього тиску), та створення принципово нових електронних пристроїв на цій основі.
Разом зі своїми учнями (В. В. Ганкевич, Ю. М. Довгоп'ятий, О. І. Крамар, Ю. Л. Скоренький) виконав низку досліджень, присвячених розвитку вузькозонної моделі з електрон-дірковою асиметрією та застосуванню її до опису переходу діелектрик-метал та металічного феромагнетизму.
Коло інтересів Л. Д. Дідуха пов'язане також зі спробою застосувати фундаментальні принципи Природи (зокрема принцип доповнювальності — філософську базу квантової механіки) до фундаментальних проблем людського буття (сенс, мета життя) і проблем пізнання.

## Відзнаки
- медаль «За доблесну працю» (1970),
- знак «Відмінник освіти України» (1997),
- відзначений Міжнародним біографічним центром (Англія) в номінації «2000 Outstanding Scientists of the 21 st Century» (з представленням до однойменної медалі) (2001),
- номінований Американським біографічним інститутом (США) на отримання медалі «American Medal of Honor» (2001 р.), біографія відібрана видавництвом Marguis (США) для біографічного довідника «Who's Who in World» (2001, 2003).

## Наукові публікації
Наукові роботи Л. Д. Дідуха опубліковані у провідник фізичних журналах — «Журнал фізичних досліджень» («Journal of Physical Studies»), «International Journal of the Modern Physics», «Journal of Physical: Cond. Mat», «Physica», «Physica Status Solidi», «Physical Review», «Фізика металів і металознавство», «Фізика низьких температур» («Low Temperature Physics»), «Фізика твердого тіла», «Український фізичний журнал» та інших. Роботи Л. Д. Дідуха та його учнів доповідалися на міжнародних конференціях в Україні та за її межами (Англія, Болгарія, Індія, Іспанія, Італія, Німеччина, Польща, Росія, США, Фінляндія, Франція, Японія та інші). Автор понад 120 наукових праць (2 монографії). Науково-дослідна група, очолювана Л. Д. Дідухом, співпрацює з провідними науковими центрами в Україні та за її межами (Росія, Італія, Німеччина, США, Польща).
Монографії — «Кореляційні ефекти у вузькозонних матеріалах» (1978 р.), написана у співавторстві з професорами Л. Ф. Прядком і І. В. Стасюком та «Впорядковані стани у вузькозонних матеріалах» (1980, співавтор В. Д. Дідух) — одні з перших у світовій літературі, які присвячені теоретичному дослідженню електричних і магнітних властивостей матеріалів з вузькими енергетичними зонами.

## Вибрані праці
1. Об учете корреляционных эффектов в узких зонах проводимости // Физ. тв. тела. — 1977. — 13, № 8. — С. 1217—1222.
2. Корреляционные эффекты в материалах с узкими зонами проводимости — Львів: Вища школа, 1978 (співавтори Л. Ф. Прядко, І. В. Стасюк).
3. Упорядоченные состояния в узкозонных материалах.- Львов: Вища школа, 1980 (разом із В. Д. Дідухом).
4. Модель вузькозонного матеріалу з електронно-дірковою асиметрією // Журн. фіз. досл. — т. 1, 1997. — С. 241—250.
5. Energy Spectrum of Electrons in the Hubbard Model: A new Mean Field approximation // Phys. St. Sol.(b). — 1998. — Vol. 206. — p. R5-R6.
6. Metal-insulator transition in a generalized Hubbard model with correlated hopping at half-filling // Phys. St. Sol.(b). — 1999. — Vol. 211, № 2.- p. 703—712 (co-author V.Hankevych).
7. A modified form of the polar model of crystals // Acta Physica Polonica. — 2000. — Vol. 31. — P. 3097-3133.
8. Metal-insulator transition in a doubly orbitally generalized model with correlated hopping // Phys. Rev. B. — 2000. — Vol. 61, № 12. — p. 7893-7908. (co-author Yu.Skorenkyy, Yu.Dovhopyaty and V.Hankevych).
9. Electron correlations in narrow energy bands: ground state energy and metal-insulator transition // Cond. Matt. Phys. — 2000. — Vol. 3., № 4 (24). — p. 787—798. (co-author Yu.Skorenkyy).
10. Принцип доповнювальності поза фізикою.- Матеріали п'ятої наукової конф. ТДТУ. — Тернопіль. — 2001. — С.130.
11. Ground state ferromagnetism in a doubly orbitally degenerate model // Phys. Rev. B.- 2001.- vol. 64.- p. 144428-1-144428-9. (co-author Yu.Skorenkyy, V.Hankevych and O.Kramar).
12. Metallic ferromagnetism in a generalized Hubbard model // Low Temperature Physics.- 2002.- Vol 28, № 1.- p. 30-36. (co-author O.Kramar).
13. Дідух Л. Д. Умови реалізації зарядового впорядкування в моделі Мотт-Габбардівського матеріалу з корельованим переносом / Л. Д. Дідух, Ю. Л. Скоренький, О. І. Крамар, Ю. М. Довгоп'ятий // Матеріали дванадцятої наукової конференції Тернопільського державного технічного університету імені Івана Пулюя, секція: фізика, 14-15 трав. 2008 р. : Тези допов. — Тернопіль: ТДТУ, 2008. — С. 206. [Архівовано 3 жовтня 2014 у Wayback Machine.]
14. Дідух Л. Енергетичний спектр електронів у вузьких енергетичних зонах: нове наближення середнього поля. I. Двополюсний спектр в моделі Хаббарда // Вісник ТДТУ. — 2009. — Том 14. — № 1. — С. 180—189. — (математичне моделювання. математика. фізика) [Архівовано 6 жовтня 2014 у Wayback Machine.]
15. Дідух Л. Кореляційні ефекти у вузьких енергетичних зонах. II. Магнітні та немагнітні типи електронного впорядкування / Скоренький Ю., Крамар О., Довгоп’ятий Ю. // Вісник ТДТУ. — Тернопіль : ТНТУ, 2008 р.. — Т. Том 13, вип. №4 (4 листопада). — С. 205-212 ст.. Архівовано з джерела 30 вересня 2014. Процитовано.
16. Дідух Л.Д. Основи механіки. — Тернопіль : Підручники і посібники, 2010. — 304 с. — ISBN 978-966-07-1817-3.